# Zânzești
Zânzești (románul: Zânzești) település Romániában, Fehér megyében. Közigazgatásilag Arada községhez tartozik.

## Fekvése
Arada közelében fekvő település.

## Története
Zânzești korábban Giurgiuț része volt, 1956-ban vált külön településsé. 1956-ban 261 lakosa volt. 1966-ban 182 román lakosa volt. Az 1977-es népszámláláskor 153, 1992-ben pedig 82 román lakosa volt.